# Seascape
Seascape est une pièce de théâtre en deux actes écrite par Edward Albee.  Achevée en 1974, la pièce est version développée d'une plus courte intitulée Life. Celle-ci devait former un diptyque avec Death (qui est devenue par la suite All Over). Seascape remporte en 1975 le Prix Pulitzer de l'œuvre théâtrale.

## Présentation
Nancy et Charlie, connaissent des difficultés dans leur relation. Ils en parlent alors qu'ils sont sur une plage lorsqu'un couple de lézards humanoïdes, Leslie et Sarah, se joignent à eux et discutent avec eux. Ce couple lassé de vivre dans la mer souhaite découvrir la terre. Cependant leur rencontre avec Nancy et Charlie les fait presque changer d'avis. Ils restent finalement lorsque ces derniers proposent de les aider.